# Dům Pod skalou (Jinonice)
Rodinný dům Pod skalou v Jinonicích s č. p. 251 je realizací architektonického projektu, jenž se stal vítězným v kategorii „Novostavba“ a zároveň byl vyhodnocen jako absolutní vítěz soutěže „Interiér roku 2019“ V soutěži „Interiér roku 2019“ vystupoval pod označením dům s vlašským krovem v Jinonicích.

## Původní stav
Křižovatka ulic „Pod Vavřincem“ a „Pod skalou“ ve starých Jinonicích vytváří malý plácek oživený starou studnou. V čele tohoto prostoru se původně nacházel opuštěný kamenný dům, jenž byl později neuváženě rozšiřován formou několika drobných přístaveb a nástaveb. Ty převyšovaly původní kamenný dům, byly vybudovány ve svažité zahradě, byly v zanedbaném a neobyvatelné stavu a dohromady s původní stavbou vytvářely jakýsi architektonicky a logicky nesourodý konglomerát. Z tohoto původního „stavebního slepence“ zůstala zachována jen jeho nejstarší do ulice „Pod Vavřincem“ orientovaná kamenná část.

## Popis domu
Projekt nového rodinného domu (tvořeného trojicí relativně samostatných leč vzájemně propojených objektů zasazených do svahu) byl vypracován v roce 2016 trojicí architektů (Jiří Weinzettl, Barbora Weinzettlová, Veronika Indrová) z pražské kanceláře „Ateliér 111 architekti“ a jeho realizace byla dokončena v roce 2019. Nejstarší kamenná část původního objektu tvoří vstupní prostor odkud je možno vystoupat (po minimalisticky pojatém hlavním schodišti) do hlavního obytného podlaží. To je tvořeno dvojicí nových objektů, jež mají oba přímou návaznost na prosluněnou svažitou zahradu. (Zahrada je tak od ulice odcloněna hmotou domu, což nabízí dostatek soukromí.) Nejvyšší patro obsahuje dva dětské pokoje v podkroví. Níže se nachází malá pracovna, kuchyň, jídelna a obývací prostor. Ve štítové stěně (v líci fasády) je umístěno nápadné velké fixní okno s výhledem do ulice „Pod Vavřincem“. (V případě potřeby lze toto okno zcela zakrýt.) 
Dům pro čtyřčlennou rodinu (s požadavkem na dostatečný prostor a soukromí) bylo nutno (v úzké ulici) vtěsnat na stísněný pozemek s nestabilním svahem. Z celkové plochy parcely (251 m2) tvoří zastavěná plocha 193 m2 při celkové užitné ploše rodinného domu, která činí 318 m2.

## Vnější popis
Stará jakož i obě nové části rodinného domu jsou zvnějšku sjednoceny shodnou štukovou omítkou, shodnými režnými keramickými taškami na střechách a celek je pak tvarem i materiálovým řešením přizpůsoben okolní zástavbě, od níž se ovšem poněkud liší určitým minimalistickým pojetím.

## Vnitřní popis

### Koncepce domu
Vnitřní prosvětlené prostory domu (docílené prosklenými plochami) vytváří jednoduchý, čistý dojem umocněný i tím, že z každého obývacího prostoru je průhled do zahrady s bazénem, což vytváří koncept vesnického charakteru a klidné pohody uprostřed rušného velkoměsta s potřebnou a snadno dostupnou dopravní infrastrukturou i dalším městským zázemím.

### Schodiště
Výrazným prvkem domu je především prosklený strop chodby v původní přízemní kamenné části, jenž je spojena schodištěm s horním hlavním obývacím prostorem. Přízemní kamenná část „staré“ budovy byla obnažena až na původní cihlu a obohacena o funkční točité schodiště, jehož bílá kovová konstrukce je vyložena dubovým obkladem. Spojovací chodba s proskleným stropem umožňuje výhled na oba horní „nové“ objekty a se zbývajícím prostorem je sjednocena použitím dubové podlahy.

### Dřevo, desky, obklady a dlažby
Severskou atmosféru vlastního interiéru domu navozuje dominantní použití světlého dřeva (dub, smrk) v jeho přírodní podobě. Za velkým fixním oknem (ve štítu domu) s výhledem do klidné ulice „Pod Vavřincem“ se nachází malé pracovní zákoutí. To bylo navrženo (s ohledem na klid a soukromí) tak, že je snadno oddělitelné od ostatního prostoru za použití posuvné stěny z bělené biodesky. Smrkové biodesky se uplatnily také v případě konstrukce dřevěné stěny s knihovnou. Jejich použití lze nalézt rovněž i v dětských pokojích, které mají svoji půdičku na hraní. Dlažby a obklady v celém interiéru domu Pod skalou sjednocuje použití hexagonálního tvaru evokujícího dojem voskových buněk včelích pláství.

### Vlašský krov
Hlavní obytná místnost domu vytváří dojem výrazné lehkosti i tím, že je otevřená do krovu tzv. vlašské soustavy, jehož použití se stalo i charakteristickým pro označení celého projektu domu (dům s vlašským krovem v Jinonicích) v soutěži „Interiér roku“. Tento jeden z nejstarších typů krovů se původně používal zejména u střech s nízkým sklonem, ale později se uplatňuje i u střech s vyšším sklonem nebo i u domů s obytným podkrovím a to především tam, kde jsou podkrovní prostory záměrně otevřeny až do hřebene střechy s cílem optického zvětšení vnitřního prostoru pod střechou. V případě domu v Jinonicích se vlašské krokve staly i významným interiérovým prvkem.

## Ocenění

### Umístění a zhodnocení v soutěži
Tento „dům s vlašským krovem“ se stal vítězem v kategorii „Novostavba“ a zároveň i absolutním vítězem soutěže „Interiér roku 2019“. Rodinný dům s vlašským krovem ve starých Jinonicích v Praze ocenila porota soutěže především z pohledu skvělého vyřešení stísněné situace v lokalitě a respektováním genia loci daného místa realizace. Mezi přednosti oceněné stavby porota započítala zejména formální čistotu i praktičnost interiéru a maximální zachování soukromí majitelů domu.

### Soutěž
Slavnostní předávání cen 5. ročníku této soutěže se uskutečnilo 22. září 2020 na mezinárodním kongresu o bydlení, architektuře a designu „Living Forum“ v Centru současného umění DOX. Tato soutěž (založená Petrem Tschakertem) již od roku 2015 každoročně monitoruje a hodnotí vnitřní prostory realizovaných architektonických projektů. V pátém ročníku soutěže „Interiér roku“ (pro rok 2019) vybírala vítěze mezinárodní osmnáctičlenná porota (vedená českým architektem, designérem, bývalým rektorem Vysoké školy uměleckoprůmyslové v Praze (VŠUP) profesorem Jiřím Pelclem) z celkového množství 218 nominovaných projektů interiérů českých a slovenských architektů a interiérových designérů. Záštitu nad 5. ročníkem soutěže „Interiér roku“ poskytli: předseda Senátu, ministerstvo průmyslu a obchodu, ministerstvo kultury, Magistrát hlavního města Prahy a starosta městské části Praha 7.